# Liberty Defined: 50 Essential Issues That Affect Our Freedom
 (décembre 2013).

Liberty Defined: 50 Essential Issues That Affect Our Freedom est un livre du représentant américain Ron Paul publié en 2011.

### Extraits traduits en français
- Ron Paul, « L'aide aux pays étrangers », sur Institut Coppet, 19 janvier 2013 (consulté le 22 janvier 2013)
- Ron Paul, « L'École autrichienne d'économie selon Ron Paul », sur Contrepoints, 21 mars 2014 (consulté le 3 avril 2014)
- Ron Paul, « Fiscalité : ce qu'en pense Ron Paul », sur Contrepoints, 2 juillet 2013 (consulté le 3 juillet 2013)
- Ron Paul, « Le keynésianisme », sur Institut Coppet, 8 février 2013 (consulté le 10 février 2013)
- Ron Paul, « La peine capitale : ce qu'en pense Ron Paul », sur Contrepoints, 4 octobre 2013 (consulté le 4 octobre 2013)
- Ron Paul, « La politique monétaire », sur Institut Coppet, 8 avril 2013 (consulté le 17 avril 2013)
- Ron Paul, « Le racisme selon Ron Paul », sur Contrepoints, 18 août 2013 (consulté le 6 septembre 2013)
- Ron Paul, « Ron Paul, Liberty Defined, 2011 », sur Institut Coppet, 27 août 2011 (consulté le 22 janvier 2013)
- Ron Paul, « Ron Paul sur la jalousie sociale », sur Contrepoints, 28 décembre 2013 (consulté le 3 avril 2014)
- Ron Paul, « Ron Paul sur l’islam et la guerre des religions », sur Institut Coppet, 10 janvier 2015 (consulté le 18 janvier 2015)